# Hogna pseudoradiata
Hogna pseudoradiata är en spindelart som först beskrevs av Guy 1966.  Hogna pseudoradiata ingår i släktet Hogna och familjen vargspindlar. Inga underarter finns listade i Catalogue of Life.